# Вишеструко непреносиво гласање
Вишеструко непреносиво гласање (скр. ВНГ) или блок гласање јесте већински изборни систем са више победника. Сваки бирач може дати онолико гласова колико мандата треба попунити у изборној јединици. Уобичајени резултат када се кандидати поделе на странке је да се изабере пуна листа кандидата најпопуларније странке у изборној јединици.
Израз релативност у целини (енгл. at-large) се често користи на изборима за репрезентативне чланове тела који су изабрани или именовани да представљају целокупно чланство тела (на пример, град, округ, држава, клуб или асоцијација). Када се систем користи у територији која је подељена на изборне јединице где свака има више представника, изборни систем се зове блок гласање. Ти системи углавном користе само један круг гласања.
Страначка верзија вишеструког непреносивог гласања се зове страначко блок гласање или општа изборна листа које је исто већински изборни систем. У таквом изборном систему, свака странка предлаже листу кандидата, бирач има само један глас, и странка са релативном већином гласова ће освојити све мандате у изборној јединици.

## Блок гласање
У изборима које користе блок гласање, сви кандидати се такмиче један против другог за m број позиција, где m је величина изборне јединице. Сваки бирач бира до m кандидата. Сваки бирач има m гласова, и могу да гласају само једном за истог кандидата. Они не могу да гласају за истог кандидата више пута, као што је дозвољено у кумулативном гласању.
Бирачи могу да гласају за кандидате из више странака.
m кандидата са највише гласова (који могу или могу да не добију већину гласова или подршке од већину гласова) проглашавају се изабраним и попуниће мандате.
Због присуства више гласова, када странка има више од једног кандидата, немогуће је знати да ли је странка имала подршку онолико бирача колико је страначки зброј гласова (до броја бирача који учествују на изборима) или да ли је имала подршку само броја бирача који је еквивалентан гласовима које је добио најпопуларнији кандидат, а остали кандидати те странке су само добили гласове из подскупа те групе.

## Пример
Кандидати се кандидују у изборној јединици са 3 мандата; сваких 10.000 бирача могу да гласају за 3 кандидата (али не морају). Бирачи не могу дати више од једног гласа за једног кандидата.
Странка А има око 35% подршке од бирача, странка Б има око 25% подршке и остали гласови углавном подржавају независни кандидати.
| Кандидат                                    | Странка                                     | Странка                                     | Гласови | %    | Изабран? | Изабран? |
| ------------------------------------------- | ------------------------------------------- | ------------------------------------------- | ------- | ---- | -------- | -------- |
| Кандидат А1                                 |                                             | Странка А                                   | 3555    | 36%  | 3.       | Да       |
| Кандидат А2                                 |                                             | Странка А                                   | 3700    | 37%  | 1.       | Да       |
| Кандидат А3                                 |                                             | Странка А                                   | 3600    | 36%  | 2.       | Да       |
| Кандидат Б1                                 |                                             | Странка Б                                   | 2600    | 26%  | 4.       |          |
| Кандидат Б2                                 |                                             | Странка Б                                   | 2500    | 25%  | 5.       |          |
| Кандидат Б3                                 |                                             | Странка Б                                   | 2400    | 24%  | 6.       |          |
| Кандидат Н1                                 |                                             | Независан                                   | 2300    | 23%  | 8.       |          |
| Кандидат Н2                                 |                                             | Независан                                   | 2395    | 20%  | 7.       |          |
| Кандидат Н3                                 |                                             | Независан                                   | 1900    | 19%  | 9.       |          |
| Кандидат Н4                                 |                                             | Независан                                   | 1800    | 15%  | 10       |          |
| Кандидат Н5                                 |                                             | Независан                                   | 650     | 7%   | 11.      |          |
| Кандидат Н6                                 |                                             | Независан                                   | 600     | 6%   | 12.      |          |
| УКУПНО                                      | УКУПНО                                      | УКУПНО                                      | 28.000  |      |          |          |
| УКУПНО могућих гласова (3 за сваког бирача) | УКУПНО могућих гласова (3 за сваког бирача) | УКУПНО могућих гласова (3 за сваког бирача) | 30.000  |      |          |          |
| Бирачи                                      | Бирачи                                      | Бирачи                                      | 10.000  | 100% |          |          |

Кандидати странке А су убедљиво победили, чак и ако су добили релативну већину гласова (35-37%) од 10.000 гласова. То је зато што многе странке имају кандидата колико има мандата и гласачи странке угласвном гласају за све кандидате из те странке.
Супротно томе, појединачно преносиво гласање би вероватно изабрало једног кандидата из странке А, једног из странке Б и једног независног кандидата.

## Убедљиве победе
Користећи вишеструко непреносиво гласање, листа кандидата који имају ставове сличне најпопуларнијем кандидату из исте странке може да осваји сваки мандат. Бирач има опцију да гласа за кандидате других политичких странака ако жели, али ако највећа група бирача има јаку страначку лојалност, нема ништа што би други бирачи или друге странке могли да ураде да спрече убедљиву победу.
Док многи критикују тенденцију блок гласања да прави убедљиве победе, неки цитирају то као јачину. Пошто победници избора који користи овај начин гласања репрезентирају исту листу или групу бирача, претпоставља се да ће имати висок степен међусобне сагласности, што потенцијално смањује шансе за политичке кризе.

## Тактичко гласање и стратешка номинација
Вишеструко непреносиво гласање, као већинско гласање са једним победником, је подложно тактичком гласању. Подржаваоци релативно непопуларних трећих странака имају инцентиву да спрече потрошене гласове, дајући све своје гласове за листу кандидата из главне странке.
Странке у оваквим системима такође могу имати корист од стратешке номинације. Коалиције су реално оштећењен када имају више кандидата него што има места за попуњавање, јер ће се десити ефекат поделе гласова. Слично томе, коалиција има инцентиву да номинира целу листу кандидата, јер, у супротном, њихови бирачи би могли да гласају вишком гласова за кандидате других странака или коалиција.
Гласање за једног кандидата је стратегија у коме бирач само гласа за једног кандидата у покушају да обезбеди победу тог кандидата, насупрот других. Зато што бирач не користи своје преостале гласове, ова стратегија је добра само кад бирач има јаку преференцу за свог фаворита и није сигуран у, или је равнодушан према релативним шансама победа осталих кандидата, нпр. ако бирач подржава независног кандидата или малу странку која је номинивала само једног кандидата.
Овај изборни систем понекад подстиче оснивање чисто изборних коалиција између политичких странака или група за разлику од класичних коалиција̂. Ово је било случај са Народном скупштином Маурицијуса; Домом представника Њу Хемпшира, са победом више кандидата из пројекта Слободна савезна држава, са Савезом слободе Њу Хемпшира; и у вермонтском Сенату, са победом прогресиваца Тима Еша и Ентонија Полине. Сличне ствари се исто тако дешавале са вишечланским изборним јединицама у Уједињеном Краљевству.

## Упоређење са вишеструким преносивим гласањем
Вишеструко непреносиво гласање се често упоређе са преференцијалним блок гласањем, пошто оба система имају тенденцију да произведу убедљиве победе за сличне кандидате. Уместо низа поља за потврду, преференцијално блок гласање користи преференцијални гласачки листић. Клонови најпреферираног кандидата освојиће свако место у оба система, међутим у преференцијалном блок гласању ово је уместо тога победник преференцијалног гласања.

## Празни мандати
У Бразилу, где сенаторски избори користе истовремено већински изборни систем са релативном већином и вишеструко непреносиво гласање, сваки главни кандидат је регистрован заједно са две замене. Гласови на избори се дају и броје на основу ових листа са три кандидата; када сенатор даје оставку пре него што се њихов осмогодишњи мандат завршава, мандат је дат првој замени, и онда другој ако је потребно.
С друге стране, у политички системи где има допунски избори, допуњавање празних мандата помоћу овог начина може бити теже него у других изборних система. То је зато што допунски избори за допуњавање једног празног мандата у више-мандатску изборну јединицу може бити скупо.
Има алтернативне начине за изабрање замена у оваквих изборних система: један начин је допуњавање било ког мандата који постаје празан са именовањем најпопуларнијег неуспешног кандидата у задњем избору, т.ј. каунтбек. Каунтбек је био коришћени у Едмонтону у Канади након општинских избора 1905.

## Употреба
У Србији, блок гласање се не користи, нити се икада користило, чак ни у локалним изборима. 

### Национални избори
| Вишеструко непреносиво гласање коришћено за изборе националних законодавних тела |
| --- |
| |
| Вишеструко непреносиво гласање или ВИСРВ и ВНГ помешано Вишеструко непреносиво гласање или ВИСРВ и ВНГ помешано само за горњи дом Паралелно гласање: ВНГ и пропорционална репрезентација страначких листа помешано |

Филипини су држава где се вишеструко непреносиво гласање највише употребљује. Позиције где има више победника углавном користе овај начин, осим изборе секторских мандата у доњем дому Филипина. Чланови филипинског Сената и све локалне скупштине су изабране овим изборним системом. Чланови „Интерим Батасанг Памбансе“ (парламент) су исто били изабрани овом изборном систему у парламентарним изборима 1978.
Ово су државе где се блок гласање користи:
| Држава                                            | Законодавно тело                                  | Задњи избори (година) | Тип изборног система                               | Места по изборној јединици                                        | Изборни систем | Укупно чланова законодавног тела                                            | Изборне јединице                                                | Систем владе            |
| ------------------------------------------------- | ------------------------------------------------- | --------------------- | -------------------------------------------------- | ----------------------------------------------------------------- | --- | --------------------------------------------------------------------------- | --------------------------------------------------------------- | ----------------------- |
| Бразил                                            | Сенат                                             | 2022.                 | блок гласање са више-победничких изборних јединица | 1 или 2 (мења се у сваком избору)                                 | Блок гласање (ВНГ) и Већинско гласање (ВИСРВ) | 81                                                                          | Савезне државе и федерални округ                                | Председнички систем     |
| Исламска Република Иран                           | Исламска консултативна скупштина (Маџлис)         | 2020.                 | блок гласање са више-победничких изборних јединица | 1–30                                                              | Модификовано двокружно блок гласање (ВНГ) у више-победничким изборним јединицама, модификовани двокружни систем (ДКС) у једно-победничких изборних јединица (25% гласова потребно за победу у првом кругу у свакој изборној јединици) | 290 (285 директно изабрани)                                                 | изборне јединице                                                | Председнички систем     |
| Исламска Република Иран                           | Скупштина стручњака                               |                       | блок гласање са више-победничких изборних јединица | 1–16                                                              | Блок гласање (ВНГ) |                                                                             |                                                                 | Председнички систем     |
| Кирибати                                          | Дом скупштине                                     | 2020.                 | блок гласање са више-победничких изборних јединица | 1–3                                                               | Двокружно блок гласање (ВНГ) у више-победничким изборним јединицама, двокружни систем (ДКС) у једно-победничких изборних јединица (50% гласова потребно за победу у првом кругу у свакој изборној јединици) | 46 (44 директно изабрани + 1 делегат са Банабанског острва и 1 по положају) | изборне јединице                                                |                         |
| Лаос                                              | Народна скупштина                                 | 2021.                 | блок гласање са више-победничких изборних јединица | 5–19                                                              | Блок гласање (ВНГ) | 164 (149 директно изабрани)                                                 | провинције                                                      |                         |
| Мали                                              | Народна скупштина                                 | 2020.                 | блок гласање са више-победничких изборних јединица |                                                                   | Двокружно блок гласање (ВНГ) у више-победничким изборним јединицама, двокружни систем (ДКС) у једно-победничких изборних јединица (50% гласова потребно за победу у првом кругу у свакој изборној јединици) | 147                                                                         | изборне јединице                                                |                         |
| Маршалска Острва                                  | Законодавно тело                                  | 2019.                 | блок гласање са више-победничких изборних јединица | 1–5                                                               | Већинско гласање (ВИСРВ) у једно-победничких изборних јединица (19 мандата) и блок гласање (ВНГ) у више-победничким изборним јединицама (14 мандата) | 33                                                                          | изборне јединице                                                |                         |
| Мауританија                                       | Народна скупштина                                 | 2018.                 | мешани систем                                      | 1–3 (локалне изборне јединице), 40 (изборна јединица широм земље) | Паралелно: Двокружни систем (ДКС) у једно-победничких изборних јединица, двокружно блок гласање (ВНГ) у више-победничким изборним јединицама, и пропорционална репрезентација (једноставна квота највећи остатак; затворена листа) у већим изборним јединицама + два пута 20 широм земље пропорционална репрезентација (један сет од 20 резервисаних за жене) | 157                                                                         | изборне јединице                                                | Полупредседнички систем |
| Маурицијус                                        | Народна скупштина                                 | 2019.                 | блок гласање са више-победничких изборних јединица | 3 (за 20 изборне јединице) и 2 (за Родригез)                      | Блок гласање (ВНГ) | 70 (62 директно изабрани + највише 8 најбољих губитника изабрани)           | изборне јединице                                                | Парламентарни систем    |
| Монако                                            | Национални савет                                  | 2018.                 | мешани изборни систем                              | 24 (изборне јединица широм државе)                                | Мешани систем са панаширање: Блок гласање (ВНГ) у једну изборну јединицу широм државе 16 мандата; Донтова метода (8 мандата) | 24                                                                          | једна изборна јединица широм државе                             | Парламентарни систем    |
| Монголија                                         | Курал                                             | 2020.                 | блок гласање са више-победничких изборних јединица | 1–5                                                               | Кандидати у двокружном блок гласању (ВНГ) морају добити барем 28% гласова у изборној јединици да би победили. Ако има празан мандат, одржава се други круг са дупло већим бројем кандидата од непопуњених места | 76                                                                          | изборне јединице                                                | Полупредседнички систем |
| Нови Зеланд                                       | Нијуе Скуштина                                    | 2020.                 | блок гласање са више-победничких изборних јединица | 1 (локалне изборне јединице), 6 (изборна јединица широм острва)   | Паралелно гласање / суперпозиција: Већинско гласање (ВИСРВ) 14 мандата + Блок гласање 6 мандата | 20                                                                          |                                                                 |                         |
| Оман                                              | Консултативна скупштина                           | 2019.                 | блок гласање са више-победничких изборних јединица | 1–2                                                               | Већинско гласање (ВИСРВ) у једно-победничким изборним јединицама и блок гласање (ВНГ) у више-победничким изборним јединицама | 86                                                                          | изборне јединице                                                |                         |
| Палау                                             | Сенат                                             |                       | једно-победничке изборне јединице                  | 13                                                                | Блок гласање (ВНГ) | 13                                                                          | једна изборна јединица широм земље                              | Председнички систем     |
| Тувалу                                            | Парламент                                         | 2024.                 | блок гласање са више-победничких изборних јединица | 2                                                                 | Блок гласање (ВНГ) | 16                                                                          | Изборне јединице                                                | Парламентарни систем    |
| Филипини                                          | Сенат                                             | 2022.                 | блок гласање у целини                              | 12 (наизменичним изборима)                                        | Блок гласање (ВНГ) | 24                                                                          | Једна изборна јединица широм земље                              | Председнички систем     |
| Швајцарска                                        | Савет кантона Сви кантони, осим: - Јура - Нешател | 2019.                 | блок гласање са више-победничких изборних јединица | 1–2                                                               | Једнокружни (релативно) или двокружно (већинско) блок гласање | 46                                                                          | Кантони                                                         |                         |
| Крунски поседи и британске прекоморске територије | Ангвила Дом скупштине                             | 2020.                 | једно-победничке изборне јединице                  | 1 (локалне изборне јединице), 4 (изборна јединица широм острва)   | Паралелно гласање / суперпозиција: Већинско гласање (ВИСРВ) у локалним изборним јединицама + Блок гласање (ВНГ) широм острва | 13 (укључујући 2 по положају)                                               | изборне јединице и једна изборна јединица широм острва          | Парламентарни систем    |
| Крунски поседи и британске прекоморске територије | Британска Девичанска Острва Дом скупштине         | 2019.                 | једно-победничке изборне јединице                  | 1 (локалне изборне јединице), 4 (изборна јединица широм острва)   | Паралелно гласање / суперпозиција: Већинско гласање (ВИСРВ) у једно-победничких изборних јединица + Блок гласање (ВНГ) широм острва | 13                                                                          | изборне јединице и једна изборна јединица широм острва          | Парламентарни систем    |
| Крунски поседи и британске прекоморске територије | Гернзи Парламент                                  | 2020.                 | блок гласање у целини                              | 38                                                                | Блок гласање, сваки бирач има до 38 гласова | 40 (38 директно изабрани)                                                   | једна изборна јединица широм острва                             | Парламентарни систем    |
| Крунски поседи и британске прекоморске територије | Монтсерат Законодавна скупштина                   | 2019.                 | блок гласање у целини                              | 9                                                                 | Блок гласање, сваки бирач има до 9 гласова | 11 (9 директно изабрани)                                                    | једна изборна јединица широм острва                             | Парламентарни систем    |
| Крунски поседи и британске прекоморске територије | Острво Мен Дом кључа                              | 2021.                 | блок гласање са више-победничких изборних јединица | 2                                                                 | Блок гласање (ВНГ) | 24                                                                          | 12 изборне једимице, делимично засновано на историјске парохије | Парламентарни систем    |
| Крунски поседи и британске прекоморске територије | Острва Теркс и Кејкос Дом скупштине               | 2021.                 | блок гласање са више-победничких изборних јединица | 1 (локалне изборне јединице), 5 (изборна јединица широм острва)   | Паралелно гласање / суперпозиција: Већинско гласање (ВИСРВ) у једно-победничких изборних јединица + Блок гласање (ВНГ) широм острва | 21 (15 директно изабрани + 4 именовани + 2 по положају)                     | изборне јединице и једна изборна јединица широм острва          | Парламентарни систем    |
| Крунски поседи и британске прекоморске територије | Света Јелена Законодавни савет                    | 2021.                 | блок гласање у целини                              | 12                                                                | Блок гласање, сваки бирач има до 12 гласова | 15 (12 директно изабрани)                                                   | једна изборна јединица широм острва                             | Парламентарни систем    |
| Крунски поседи и британске прекоморске територије | Фолкландска острва Законодавна скупштина          | 2021.                 | блок гласање са више-победничких изборних јединица | 3–5                                                               | Блок гласање (ВНГ) | 8                                                                           | Станли и Кемп                                                   | Парламентарни систем    |
| Крунски поседи и британске прекоморске територије | Џерзи Стејтс скупштина                            | 2018.                 | блок гласање са више-победничких изборних јединица | 1–4 (локалне изборне јединице), 4 (изборна јединица широм острва) | Паралелно гласање / суперпозиција: Већинско гласање (ВИСРВ) у једно-победничким изборним јединицама, Блок гласање (ВНГ) у више-победничким изборним јединицама + Блок гласање (ВНГ) широм острва | 49                                                                          | изборне јединице и једна изборна јединица широм острва          | Парламентарни систем    |

## Локални избори
Ово су државе где се блок гласање (ВНГ) користи у локалним изборима:
- Еквадор 1998.
- Иран, за градски и сеоски савети
- Канада, у много локалним изборима, и у избори за кандидате за Сенат у Алберту.
- Кина за Национални народни конгрес и локалне народне конгресе на провинционалном, општинском и регионалном нивоу са КОГ
- Либан
- Мађарска, за локални избори у општине са мање од 10.000 становника. Изборни систем се званично зове „изборни систем који користи персонализоване листе“ (мађ. egyéni listás választási rendszer), што се може слободно тумачити као „персонализовано блок гласање“, за разлику од система страначких листа, као што је страначко блок гласање (општа изборна листа) или пропорционална репрезентација.[5]
- Русија, у неким локалним изборима, нпр. у изборима савета московских округа
- Сингапур, за изборне јединице групног представљања
- Сирија
- Сједињене Америчке Државе, у неким локалним изборима
- Тонга, за племићке изборе
- Уједињено Краљевство, у неким локалним изборима
- Филипини, за Сенат и локалне законодавне изборе

У Француској, већинско гласање се користи за избори општинских одборника плуриноминално, у два круга са панашаж:
- У првом кругу, кандидати су изабрани ако имају апсолутну већину свих гласова и ако добију кворум четвртине свих уписаних бирача;
- У другом кругу, довољна је проста већина. Ако више кандидата добију исти број гласова, изборе побеђује старији кандидат кога нико не може бити биран на основу броја мандата[7]

У Британској Колумбији, Канада, све локалне скупштине користе блок гласање за градске скупштине и за друга више-чланска тела (тамо се зова „гласање у целини“). У другим канадским провинцијама, скупштине мањих градова су изабране помоћу блок гласања, кад скупштине већих градова углавном користе „систем градске изборне јединице“ што је општинска адаптација већинског гласања. Једини изузетак јесте Лондон, Онтарио који је недавно променио свој изборни систем на преференцијално гласање. Када је Торонто био проширен 1997., први избори ентитета су користили слично правило. Од 1871. до 1988., Британска Колумбија је имала неке више-победничке изборне јединице које су користиле блок гласање, и остале једно-победничке изборне јединице су користиле већинско гласање. Чланова у једну изборну јединицу се променило сваког избора. Друге провинцијалне скупштине у Канади су у прошлости исто користиле блок гласање или појединачно преносиво гласање, али сада сви мандати у провинцијалне скупштине су искључиво изабране већинском гласању.
У Хонг Конгу, блок гласање је коришћено за мали део становништва територије да бира чланове Изборне комисије, која је одговорна за бирање главног извршног директора Хонг Конга.

## Бивша употреба
Блок гласање је било коришћено у аустралијском сенату од 1901. до 1948. (од 1918., то је било преференцијално блок гласање). Блок гласање је исти било коришћено у Јужној Аустралији. Било је коришћено за више-победничке изборне јединице у парламентарним изборима у Уједињеном Краљевству до њиховог укидања, и даље се користи у неким локалним изборима у Енглеску и Велс. Блок гласање се исто користи у Џерзију, Гернзију, Острво Мена, Кајманска острва (до 2013., већинско гласање од 2017.), Фолкландска острва и Света Јелена.
Блок гласање је исто било коришћено у пољском сенату до 2011. и у аргентинској скупштини између 1854. и 1902., и између 1906. и 1910.
Врста блок гласања је била коришћена за оба дома парламента Белгије пре имплементирање пропорционалне репрезентације 1900. Систем је ипак био комбинован са двокружним системом; кад није имало довољно кандидата са већину гласова у првом кругу, други круг је одржан између најбоље рангираних кандидата првог круга (са два пута више кандидата од места које треба попунити). У неким изборним јединицама је имало само 1 мандат који се треба попунити.
Блок гласање је било коришћено за неке изборне јединице у доњем дому јапанског парламента у првих шест избора између 1890. и 1898.: док већина мандата су били изабрани већинским гласањем у 214 једно-победничке изборне јединице, имале су 43 дво-победничке изборне јединице које су изабрале своје мандате блок гласањем.